# Ryzen Threadripper
Ryzen Threadripper是AMD自2017年8月起推出的高端台式机和工作站X86-64多核心處理器品牌，Ryzen Threadripper所有处理器均是基于Zen微架构。 Ryzen Threadripper還可以進一步細分為Threadripper 和 Threadripper PRO，其中Threadripper PRO定位更高端。